# Hr.Ms. Bangkalan (1942)
De Hr.Ms. Bangkalan was een Nederlandse hulpmijnenlegger vernoemd naar de stad Bangkalan op het Indonesische eiland Madoera. Het schip is gebouwd door de Nederlands-Indische Scheepsbouw en Kustvaart Maatschappij uit Lasem als sleepboot Willem van Braam als vaartuig voor de Gouvernementsmarine. Gedurende het bestaan werd de Willem van Braam omgebouwd als onderzoeksschip en hernoemd tot Hydrograaf.
In 1935 werd de Hydrograaf hernoemd tot Bangkalan. De Bangkalan werd in februari 1942 omgebouwd tot hulpmijnenlegger door de Marine scheepswerf in Soerabaja. Waarschijnlijk is de Bangkalan in 1939 door de Gouvernementsmarine gemilitariseerd. Bezemer (1954) deelde de Bangkalan in bij eenheden die niet tot het Nederlands Indische Eskader maar wel bij de Koninklijke marine en niet bij de Gouvernementsmarine hoorde. Op 2 maart 1942 werd het schip door haar eigen bemanning onklaar gemaakt en tot zinken gebracht in de haven van Soerabaja om te voorkomen dat het schip in Japanse handen zou vallen.